# Primera División femenina de fútbol sala 2025-26
La temporada 2025-26 de Primera División, es la 32ª edición de la máxima categoría de la Primera División femenina de fútbol sala de España. La competición se disputa anualmente,   la fase regular comenzará el 6 de septiembre y terminará el 30 de mayo. El Futsi Atlético Navalcarnero es el equipo defensor del título.

## Equipos participantes

### Equipos por comunidad autónoma
| N.º | Comunidad autónoma  | Equipos                                                   |
| --- | ------------------- | --------------------------------------------------------- |
| 4   | Galicia             | Ourense Ontime CD Burela FS Poio Pescamar FS FSF O Castro |
| 3   | Comunidad de Madrid | Futsi Atlético Navalcarnero AD Alcorcón FSF FSF Móstoles  |
| 2   | Región de Murcia    | Roldán FSF La Boca te Lía Futsal Alcantarilla             |
| 2   | Cataluña            | Les Corts AE AE Penya Esplugues                           |
| 2   | Andalucía           | Nueces de Ronda Atlético Torcal Guadalcacín FSF           |
| 1   | Melilla             | Torreblanca Melilla CF                                    |
| 1   | Ceuta               | Ceuta AD                                                  |
| 1   | Castilla-La Mancha  | CD Chiloeches                                             |

### Ascensos y descensos
Descendieron de forma directa 3 equipos, Marín, Rubí y Teldeportivo. De Segunda División ascedieron 3 equipos Guadalcacín, Teldeportivo y Rubí.
| Pos. | Descendidos a 2.ª División |
| ---- | -------------------------- |
| 14   | Marín Futsal               |
| 15   | Rubí FS                    |
| 16   | FSF Teldeportivo           |

| Pos.  | Ascendidos de 2.ª División |
| ----- | -------------------------- |
| Prom. | AE Penya Esplugues         |
| Prom. | Ceuta AD                   |
| Prom. | CD Chiloeches              |

## Grupos y fases
- La Primera División consta de un grupo integrado por dieciséis equipos.

- Se juega siguiendo un sistema de liga, los dieciséis equipos se enfrentan todos contra todos en dos ocasiones -una en campo propio y otra en campo contrario- sumando un total de 30 jornadas.

- El orden de los encuentros se decide por sorteo antes de empezar la competición.

- La clasificación se establece con arreglo a los puntos totales obtenidos por cada equipo al finalizar el campeonato.

- Los equipos obtienen tres puntos por cada partido ganado, un punto por cada empate y ningún punto por los partidos perdidos.

- Una vez que termine la fase regular, los cuatro primeros clasificados jugarán los play off por el título en eliminatorias a tres partidos, jugando el primer en casa del mejor clasificado, y en caso de tener que disputar el tercer y último partido, se hará también el casa del que mejor puesto haya ocupado en la liga.

- Descenderán a segunda división los tres últimos clasificados en la liga regular.

## Información de los equipos
| Club                       | Ciudad                | Comunidad Autónoma  | Entrenador/a      | Capitana | Pabellón                | Aforo |
| -------------------------- | --------------------- | ------------------- | ----------------- | -------- | ----------------------- | ----- |
| Atlético Navalcarnero      | Navalcarnero          | Comunidad de Madrid | Andrés Sanz       | -        | La Estación             | 1.500 |
| Roldán FSF                 | Torre Pacheco         | Región de Murcia    | Kilian Belmonte   | -        | Gabriel Pérez           | 460   |
| Torreblanca Melilla CF     | Melilla               | Melilla             | Gustavo Bravo     | -        | Javier Imbroda          | 2.900 |
| CD Burela FS               | Burela                | Galicia             | Belén Feal        | -        | Vista Alegre            | 1.400 |
| Arriva AD Alcorcón FSF     | Alcorcón              | Comunidad de Madrid | Raúl Castro       | -        | Los Cantos              | 1.568 |
| FSF O Castro               | Castro de Rey         | Galicia             | Julio Delgado     | -        | Riberas de Lea          | 450   |
| Poio Pescamar FS           | Poyo                  | Galicia             | Luis López-Tulla  | -        | A Seca                  | 500   |
| Les Corts AE               | Barcelona             | Cataluña            | Nil Marco         | -        | Diagonal Nord           | 400   |
| Ourense Ontime             | Orense                | Galicia             | Carlos Navarro    | -        | Os Remedios             | 2.500 |
| LBTL Futsal Alcantarilla   | Alcantarilla          | Región de Murcia    | Joaquín Peñaranda | -        | Jara Carrillo           | 420   |
| Nueces de Ronda At. Torcal | Málaga                | Andalucía           | Víctor Quintero   | -        | Guadaljaire             | 480   |
| MRB Móstoles               | Móstoles              | Comunidad de Madrid | Patri Chamorro    | -        | Eva Manguán             | 450   |
| Guadalcacín FSF            | Jerez de la Frontera  | Andalucía           | Andrés Sánchez    | -        | Jerónimo Osorio         | 400   |
| AE Penya Esplugues         | Esplugas de Llobregat | Cataluña            | Jacob Bustamante  | -        | Les Moreres             | 470   |
| Ceuta AD                   | Ceuta                 | Ceuta               | Antonio Fernández | -        | Guillermo Molina        |       |
| CD Chiloeches              | Chiloeches            | Castilla-La Mancha  | Emilio Céspedes   | -        | Municipal de Chiloeches | 2.040 |

## Clasificación
|                                               |     | Equipos                                | PJ | G | E | P | GF | GC | Dif. | Pts. |
| --------------------------------------------- | --- | -------------------------------------- | -- | - | - | - | -- | -- | ---- | ---- |
|                                               | 1.  | Melilla Ciudad del Deporte Torreblanca | 0  | 0 | 0 | 0 | 0  | 0  | 0    | 0    |
|                                               | 2.  | Burela FS                              | 0  | 0 | 0 | 0 | 0  | 0  | 0    | 0    |
|                                               | 3.  | Atlético Navalcarnero                  | 0  | 0 | 0 | 0 | 0  | 0  | 0    | 0    |
|                                               | 4.  | STV Roldán FS                          | 0  | 0 | 0 | 0 | 0  | 0  | 0    | 0    |
|                                               | 5.  | Arriva AD Alcorcón FS                  | 0  | 0 | 0 | 0 | 0  | 0  | 0    | 0    |
|                                               | 6.  | O Castro                               | 0  | 0 | 0 | 0 | 0  | 0  | 0    | 0    |
|                                               | 7.  | Poio Pescamar FS                       | 0  | 0 | 0 | 0 | 0  | 0  | 0    | 0    |
|                                               | 8.  | Les Corts                              | 0  | 0 | 0 | 0 | 0  | 0  | 0    | 0    |
|                                               | 9.  | Ourense CF Ontime                      | 0  | 0 | 0 | 0 | 0  | 0  | 0    | 0    |
|                                               | 10. | LBTL Futsal Alcantarilla               | 0  | 0 | 0 | 0 | 0  | 0  | 0    | 0    |
|                                               | 11. | Nueces de Ronda Atlético Torcal        | 0  | 0 | 0 | 0 | 0  | 0  | 0    | 0    |
|                                               | 12. | FSF Móstoles                           | 0  | 0 | 0 | 0 | 0  | 0  | 0    | 0    |
|                                               | 13. | Guadalcacín FS                         | 0  | 0 | 0 | 0 | 0  | 0  | 0    | 0    |
|                                               | 14. | AE Penya Esplugues                     | 0  | 0 | 0 | 0 | 0  | 0  | 0    | 0    |
|                                               | 15. | Ceuta AD                               | 0  | 0 | 0 | 0 | 0  | 0  | 0    | 0    |
|                                               | 16. | Chiloeches                             | 0  | 0 | 0 | 0 | 0  | 0  | 0    | 0    |
| Última actualización: 5 de septiembre de 2025 |     |                                        |    |   |   |   |    |    |      |      |

|  | Clasificados para el Play-Off por el título |
|  | Descendido a Segunda División 2026-27       |

### Evolución de la clasificación
| Torreblanca Melilla   | - |
| Burela FS             | - |
| Atlético Navalcarnero | - |
| STV Roldán FS         | - |
| AD Alcorcón FS        | - |
| O Castro              | - |
| Les Corts             | - |
| Poio Pescamar FS      | - |
| Ourense CF            | - |
| LBTL Alcantarilla     | - |
| FSF Móstoles          | - |
| Guadalcacín           | - |
| At Torcal             | - |
| Penya Esplugues       | - |
| Ceuta AD              | - |
| Chiloeches            | - |

## Resultados
Los horarios corresponden a la CET (Hora Central Europea) UTC+1 en horario estándar y UTC+2 en horario de verano, y en Canarias UTC+0 en horario estándar y UTC+1 en horario de verano
| Atlético Navalcarnero | - | STV Roldán          | 6 de septiembre | 11:00 | La Estación     |  |
| LBTL Alcantarilla     | - | Ceuta AD            | 6 de septiembre | 11:00 | Jara Carrillo   |  |
| Chiloeches            | - | Les Corts           | 6 de septiembre | 17:00 | Mun. Chiloeches |  |
| Ourense Ontime        | - | Arriva Alcorcón     | 6 de septiembre | 17:00 | Os Remedios     |  |
| At. Torcal            | - | Castro              | 6 de septiembre | 18:00 | Guadaljaire     |  |
| Burela                | - | Torreblanca Melilla | 6 de septiembre | 18:30 | Vista Alegre    |  |
| MRB Móstoles          | - | Guadalcacín         | 6 de septiembre | 18:30 | Eva Manguán     |  |
| Poio Pescamar         | - | Penya Esplugues     | 6 de septiembre | 18:30 | A Seca          |  |

| Guadalcacín         | - | Poio Pescamar         | 13 de septiembre |       |  |  |
| Arriva Alcorcón     | - | Burela                | 13 de septiembre | 11:00 |  |  |
| Les Corts           | - | Atlético Navalcarnero | 13 de septiembre |       |  |  |
| Ceuta AD            | - | Ourense Ontime        | 13 de septiembre |       |  |  |
| Penya Esplugues     | - | At. Torcal            | 13 de septiembre |       |  |  |
| Castro              | - | LBTL Alcantarilla     | 13 de septiembre |       |  |  |
| STV Roldán          | - | MRB Móstoles          | 13 de septiembre |       |  |  |
| Torreblanca Melilla | - | Chiloeches            | 13 de septiembre |       |  |  |

| Burela                | - | Guadalcacín         | 20 de septiembre |       |  |  |
| MRB Móstoles          | - | Torreblanca Melilla | 20 de septiembre |       |  |  |
| Chiloeches            | - | STV Roldán          | 20 de septiembre |       |  |  |
| Penya Esplugues       | - | Ourense Ontime      | 20 de septiembre |       |  |  |
| LBTL Alcantarilla     | - | Arriva Alcorcón     | 20 de septiembre |       |  |  |
| At. Torcal            | - | Les Corts           | 20 de septiembre |       |  |  |
| Poio Pescamar         | - | Ceuta AD            | 20 de septiembre | 20:00 |  |  |
| Atlético Navalcarnero | - | Castro              | 20 de septiembre |       |  |  |

| Poio Pescamar       | - | At. Torcal            | 27 de septiembre |       |  |  |
| Les Corts           | - | MRB Móstoles          | 27 de septiembre |       |  |  |
| Ceuta AD            | - | Penya Esplugues       | 27 de septiembre |       |  |  |
| Castro              | - | Chiloeches            | 27 de septiembre |       |  |  |
| STV Roldán          | - | Burela                | 27 de septiembre |       |  |  |
| Torreblanca Melilla | - | Atlético Navalcarnero | 27 de septiembre | 10:30 |  |  |
| Ourense Ontime      | - | LBTL Alcantarilla     | 27 de septiembre |       |  |  |
| Guadalcacín         | - | Arriva Alcorcón       | 27 de septiembre |       |  |  |

| LBTL Alcantarilla     | - | Poio Pescamar       | 4 de octubre |  |  |  |
| Arriva Alcorcón       | - | Torreblanca Melilla | 4 de octubre |  |  |  |
| MRB Móstoles          | - | Ourense Ontime      | 4 de octubre |  |  |  |
| Chiloeches            | - | Guadalcacín         | 4 de octubre |  |  |  |
| Ceuta AD              | - | Les Corts           | 4 de octubre |  |  |  |
| Atlético Navalcarnero | - | Burela              | 4 de octubre |  |  |  |
| At. Torcal            | - | STV Roldán          | 4 de octubre |  |  |  |
| Penya Esplugues       | - | Castro              | 4 de octubre |  |  |  |

| Burela              | - | MRB Móstoles          | 11 de octubre |  |  |  |
| Guadalcacín         | - | Atlético Navalcarnero | 11 de octubre |  |  |  |
| Arriva Alcorcón     | - | Penya Esplugues       | 11 de octubre |  |  |  |
| Castro              | - | Ceuta AD              | 11 de octubre |  |  |  |
| Torreblanca Melilla | - | STV Roldán            | 11 de octubre |  |  |  |
| At. Torcal          | - | LBTL Alcantarilla     | 11 de octubre |  |  |  |
| Ourense Ontime      | - | Les Corts             | 11 de octubre |  |  |  |
| Poio Pescamar       | - | Chiloeches            | 11 de octubre |  |  |  |

| LBTL Alcantarilla | - | Atlético Navalcarnero | 18 de octubre |  |  |  |
| MRB Móstoles      | - | Poio Pescamar         | 18 de octubre |  |  |  |
| Penya Esplugues   | - | Torreblanca Melilla   | 18 de octubre |  |  |  |
| Ourense Ontime    | - | At. Torcal            | 18 de octubre |  |  |  |
| Chiloeches        | - | Burela                | 18 de octubre |  |  |  |
| STV Roldán        | - | Guadalcacín           | 18 de octubre |  |  |  |
| Ceuta AD          | - | Arriva Alcorcón       | 18 de octubre |  |  |  |
| Les Corts         | - | Castro                | 18 de octubre |  |  |  |

| Burela                | - | Les Corts         | 25 de octubre |  |  |  |
| Arriva Alcorcón       | - | Castro            | 25 de octubre |  |  |  |
| MRB Móstoles          | - | At. Torcal        | 25 de octubre |  |  |  |
| Chiloeches            | - | Penya Esplugues   | 25 de octubre |  |  |  |
| Guadalcacín           | - | LBTL Alcantarilla | 25 de octubre |  |  |  |
| STV Roldán            | - | Poio Pescamar     | 25 de octubre |  |  |  |
| Atlético Navalcarnero | - | Ceuta AD          | 25 de octubre |  |  |  |
| Torreblanca Melilla   | - | Ourense Ontime    | 25 de octubre |  |  |  |

| LBTL Alcantarilla | - | MRB Móstoles          | 1 de noviembre |  |  |  |
| Ceuta AD          | - | STV Roldán            | 1 de noviembre |  |  |  |
| Castro            | - | Torreblanca Melilla   | 1 de noviembre |  |  |  |
| Penya Esplugues   | - | Burela                | 1 de noviembre |  |  |  |
| Ourense Ontime    | - | Atlético Navalcarnero | 1 de noviembre |  |  |  |
| Les Corts         | - | Guadalcacín           | 1 de noviembre |  |  |  |
| Poio Pescamar     | - | Arriva Alcorcón       | 1 de noviembre |  |  |  |
| At. Torcal        | - | Chiloeches            | 1 de noviembre |  |  |  |

| Burela                | - | At. Torcal        | 13 de diciembre |  |  |  |
| Guadalcacín           | - | Ourense Ontime    | 13 de diciembre |  |  |  |
| Arriva Alcorcón       | - | Les Corts         | 13 de diciembre |  |  |  |
| Chiloeches            | - | LBTL Alcantarilla | 13 de diciembre |  |  |  |
| Torreblanca Melilla   | - | Poio Pescamar     | 13 de diciembre |  |  |  |
| MRB Móstoles          | - | Ceuta AD          | 13 de diciembre |  |  |  |
| Atlético Navalcarnero | - | Penya Esplugues   | 13 de diciembre |  |  |  |
| STV Roldán            | - | Castro            | 13 de diciembre |  |  |  |

| LBTL Alcantarilla | - | Burela                | 20 de diciembre |  |  |  |
| Les Corts         | - | Torreblanca Melilla   | 20 de diciembre |  |  |  |
| Ceuta AD          | - | Chiloeches            | 20 de diciembre |  |  |  |
| Penya Esplugues   | - | MRB Móstoles          | 20 de diciembre |  |  |  |
| Castro            | - | Guadalcacín           | 20 de diciembre |  |  |  |
| Ourense Ontime    | - | STV Roldán            | 20 de diciembre |  |  |  |
| Poio Pescamar     | - | Atlético Navalcarnero | 20 de diciembre |  |  |  |
| At. Torcal        | - | Arriva Alcorcón       | 20 de diciembre |  |  |  |

| Burela              | - | Poio Pescamar         | 3 de enero |  |  |  |
| LBTL Alcantarilla   | - | Penya Esplugues       | 3 de enero |  |  |  |
| Arriva Alcorcón     | - | MRB Móstoles          | 3 de enero |  |  |  |
| Les Corts           | - | STV Roldán            | 3 de enero |  |  |  |
| Chiloeches          | - | Atlético Navalcarnero | 3 de enero |  |  |  |
| Castro              | - | Ourense Ontime        | 3 de enero |  |  |  |
| Torreblanca Melilla | - | At. Torcal            | 3 de enero |  |  |  |
| Guadalcacín         | - | Ceuta AD              | 3 de enero |  |  |  |

| Burela                | - | Castro              | 6 de enero |  |  |  |
| Ceuta AD              | - | Torreblanca Melilla | 6 de enero |  |  |  |
| Penya Esplugues       | - | Les Corts           | 6 de enero |  |  |  |
| Ourense Ontime        | - | Poio Pescamar       | 6 de enero |  |  |  |
| STV Roldán            | - | LBTL Alcantarilla   | 6 de enero |  |  |  |
| At. Torcal            | - | Guadalcacín         | 6 de enero |  |  |  |
| Atlético Navalcarnero | - | Arriva Alcorcón     | 6 de enero |  |  |  |
| MRB Móstoles          | - | Chiloeches          | 6 de enero |  |  |  |

| LBTL Alcantarilla   | - | Les Corts             | 10 de enero |  |  |  |
| Arriva Alcorcón     | - | Chiloeches            | 10 de enero |  |  |  |
| MRB Móstoles        | - | Atlético Navalcarnero | 10 de enero |  |  |  |
| Penya Esplugues     | - | STV Roldán            | 10 de enero |  |  |  |
| Ourense Ontime      | - | Burela                | 10 de enero |  |  |  |
| Torreblanca Melilla | - | Guadalcacín           | 10 de enero |  |  |  |
| At. Torcal          | - | Ceuta AD              | 10 de enero |  |  |  |
| Poio Pescamar       | - | Castro                | 10 de enero |  |  |  |

| Burela                | - | Ceuta AD          | 17 de enero |  |  |  |
| Atlético Navalcarnero | - | At. Torcal        | 17 de enero |  |  |  |
| Les Corts             | - | Poio Pescamar     | 17 de enero |  |  |  |
| Chiloeches            | - | Ourense Ontime    | 17 de enero |  |  |  |
| Castro                | - | MRB Móstoles      | 17 de enero |  |  |  |
| Torreblanca Melilla   | - | LBTL Alcantarilla | 17 de enero |  |  |  |
| STV Roldán            | - | Arriva Alcorcón   | 17 de enero |  |  |  |
| Guadalcacín           | - | Penya Esplugues   | 17 de enero |  |  |  |

| LBTL Alcantarilla | - | Castro                | 24 de enero |  |  |  |
| Arriva Alcorcón   | - | Guadalcacín           | 24 de enero |  |  |  |
| Poio Pescamar     | - | STV Roldán            | 24 de enero |  |  |  |
| Ceuta AD          | - | Atlético Navalcarnero | 24 de enero |  |  |  |
| Ourense Ontime    | - | Torreblanca Melilla   | 24 de enero |  |  |  |
| Les Corts         | - | Burela                | 24 de enero |  |  |  |
| At. Torcal        | - | MRB Móstoles          | 24 de enero |  |  |  |
| Penya Esplugues   | - | Chiloeches            | 24 de enero |  |  |  |

| Burela                | - | Penya Esplugues   | 7 de febrero |  |  |  |
| Atlético Navalcarnero | - | Ourense Ontime    | 7 de febrero |  |  |  |
| Guadalcacín           | - | Les Corts         | 7 de febrero |  |  |  |
| Chiloeches            | - | Poio Pescamar     | 7 de febrero |  |  |  |
| Castro                | - | At. Torcal        | 7 de febrero |  |  |  |
| MRB Móstoles          | - | LBTL Alcantarilla | 7 de febrero |  |  |  |
| Torreblanca Melilla   | - | Arriva Alcorcón   | 7 de febrero |  |  |  |
| STV Roldán            | - | Ceuta AD          | 7 de febrero |  |  |  |

| Guadalcacín     | - | STV Roldán            | 14 de febrero |  |  |  |
| Arriva Alcorcón | - | LBTL Alcantarilla     | 14 de febrero |  |  |  |
| Poio Pescamar   | - | Torreblanca Melilla   | 14 de febrero |  |  |  |
| Penya Esplugues | - | Atlético Navalcarnero | 14 de febrero |  |  |  |
| At. Torcal      | - | Burela                | 14 de febrero |  |  |  |
| Ourense Ontime  | - | MRB Móstoles          | 14 de febrero |  |  |  |
| Les Corts       | - | Chiloeches            | 14 de febrero |  |  |  |
| Ceuta AD        | - | Castro                | 14 de febrero |  |  |  |

| Atlético Navalcarnero | - | Poio Pescamar   | 21 de febrero |  |  |  |
| LBTL Alcantarilla     | - | Ourense Ontime  | 21 de febrero |  |  |  |
| Chiloeches            | - | At. Torcal      | 21 de febrero |  |  |  |
| Ceuta AD              | - | Guadalcacín     | 21 de febrero |  |  |  |
| MRB Móstoles          | - | Burela          | 21 de febrero |  |  |  |
| Castro                | - | Arriva Alcorcón | 21 de febrero |  |  |  |
| STV Roldán            | - | Les Corts       | 21 de febrero |  |  |  |
| Torreblanca Melilla   | - | Penya Esplugues | 21 de febrero |  |  |  |